# Carne Salada

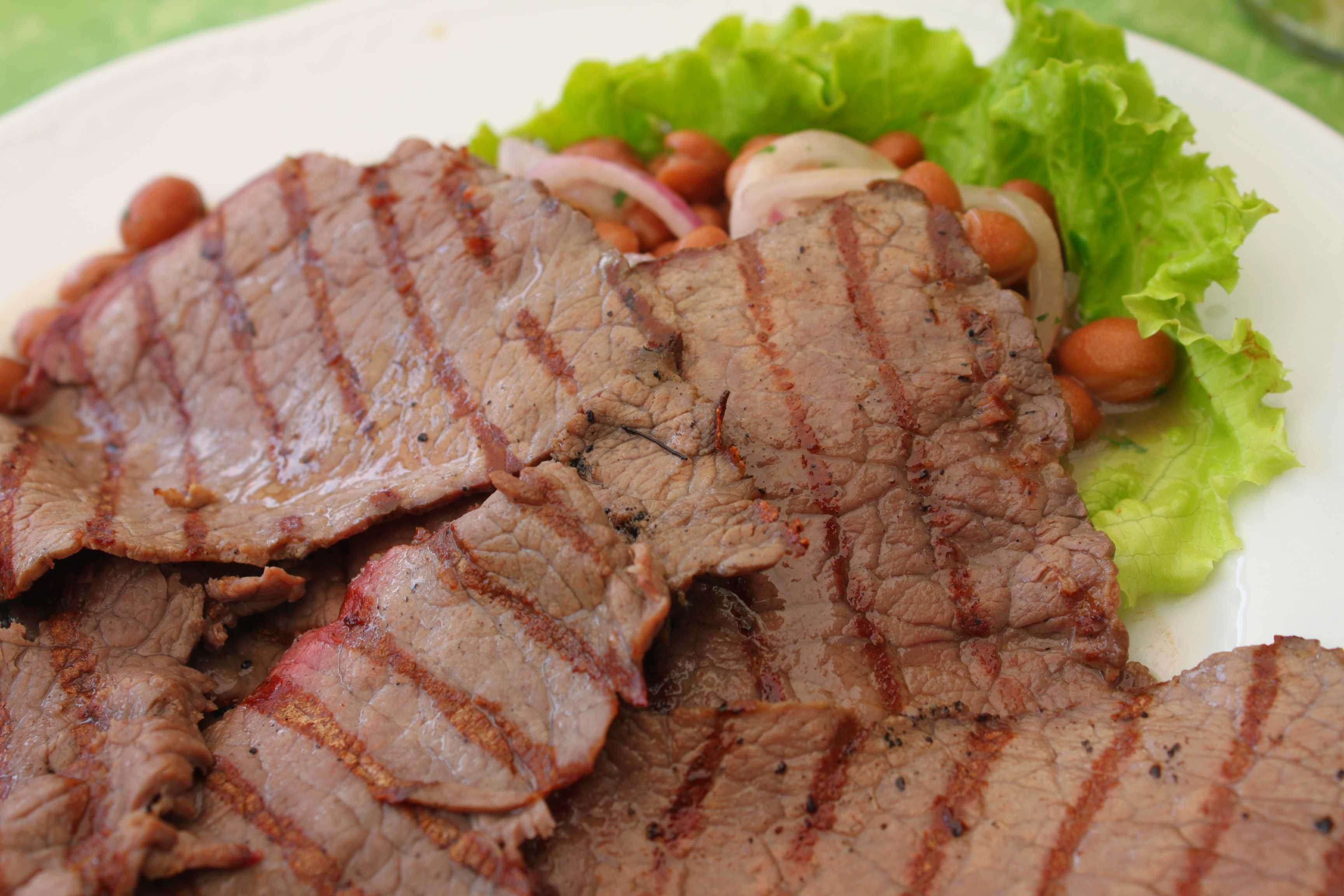
Carne Salada und Fasoi

Carne Salada (deutsch: Salzfleisch) ist ein traditionelles Fleischgericht aus dem Trentino, das seine Ursprünge im nordwestlichen Hinterland des Gardasees in der Gegend von Arco, Varone und Tenno hat. Es wird in der Regel aus Rindfleisch zubereitet, aber auch Kalb- und Pferdefleisch können verarbeitet werden. Es kann sowohl roh als auch gekocht oder gebraten konsumiert werden.

## Geschichte
Die Zubereitung von Carne Salada hat eine lange Tradition und entstand aus der Notwendigkeit heraus, Fleisch mit Hilfe von Salz in größeren Mengen haltbar zu machen.
Im Trentino geht der vermehrte Gebrauch dieser Aufbewahrungsmethode auf einen Erlass des Fürstbischofs Bernhard von Cles zurück, der damit in der ersten Hälfte des 16. Jahrhunderts den Warenverkehr im Trentino regelte. So war das Etschtal seit alters her ein wichtiges Durchgangstal zwischen Mitteleuropa und dem Mittelmeerraum. Diesen Umstand nutzte der Fürstbischof aus und erließ eine ganze Reihe von Bestimmungen, die den Fleischhandel regelten. So musste ein Fünftel des durch das Fürstbistum ziehenden Schlachtviehs hier geschlachtet werden, was indirekt auch die Versorgung des Bistums mit Fleisch absicherte. Dieses so in Mengen zur Verfügung stehende Schlachtfleisch musste, da es nicht gleich konsumiert werden konnte, dementsprechend haltbar gemacht werden.
Dieser Umstand verhalf dem Carne Salada, das bereits in abgeänderter Form zum ersten Mal im 15. Jahrhundert erwähnt wurde, zum vermutlich entscheidenden Durchbruch. Im 18. Jahrhundert begannen zwei aus der Umgebung von Tenno stammende Familien mit dem Handel von Carne Salada. Bis in die 1950er-Jahre hinein wurde für die Zubereitung jegliches Stück vom Rind verwendet und dann in den Wintermonaten und im Frühjahr verzehrt.

## Zubereitung und Verwendung
Für die Zubereitung werden nur ausgewählte Rindfleischstücke verwendet, und zwar sehnen- und fettarmes Fleisch in der Regel aus der Nuss oder der Oberschale. Nach dem sorgfältigen Abhängen und dem Entfernen von Fett- und Sehnenresten wird es mit grobem oder mittelgrobem Salz, Lorbeer, Schwarzem Pfeffer, Wacholderbeeren, zerdrückten Knoblauchzehen und Rosmarin gewürzt, wobei die Mischungen wie Familiengeheimnisse gehütet werden. 
Das so gewürzte Fleisch wird anschließend in eigens dafür vorgesehene Behälter, einst aus Holz oder Terrakotta, heute aus rostfreiem Stahl, gelegt und mit Deckeln verschlossen, die zusätzlich beschwert werden, so dass das im Fleisch gelagerte Wasser herausgedrückt und die Würzung erleichtert wird. Nach 20 bis 25 Tagen Lagerung ist es dann für den Verzehr bereit. Das Wasser, das sich bei der Lagerung gebildet hat, ist nichts weiter als Salzlake, woraus sich auch der Name des so zubereiteten Fleisches, Carne Salada, ableitet.
Carne Salada kann sowohl roh in dünne Scheiben geschnitten, als Carpaccio mit etwas Olivenöl und Parmesansplittern gereicht, als auch in ungesalzenem Wasser gekocht bzw. in der Grillpfanne leicht angebraten verzehrt werden. Traditionell werden zu Carne Salada Bohnen (im lokalen Dialekt Fasoi) gereicht. Carne Salada steht heute das ganze Jahr über auf der Speisekarte und zählt zu den bekanntesten Gerichten der Trentiner Küche. Es wird vom italienischen Ministerium für Landwirtschafts-, Ernährungs- und Forstpolitik als traditionelles italienisches Agrar- und Nahrungsmittelprodukt (Prodotti agroalimentari tradizionali italiani abgekürzt PAT) aufgeführt.